# Stevenson Bluff
Das Stevenson Bluff ist ein Kliff im ostantarktischen Viktorialand. In den Wilson Hills ragt es 6 km nordwestlich des Mount Ellery auf und bildet einen Teil der Wasserscheide zwischen dem Manna- und dem Suworow-Gletscher.
Der United States Geological Survey kartierte das Kliff anhand eigener Vermessungen und mittels Luftaufnahmen der United States Navy aus den Jahren von 1960 bis 1963. Das Advisory Committee on Antarctic Names benannte es 1970 nach William P. Stevenson, Flugzeugmaschinist der Flugstaffel VX-6 auf der McMurdo-Station im Jahr 1968.